# Жінка III
«Жінка III» — картина абстрактного експресіоніста Віллема де Кунінга, написана в 1953 році. Ця робота — одна з серії, зробленої Кунінгом в період між 1951 і 1953 роками, і остання, що знаходиться в приватній колекції. Центральна тема серії — жінка.
З 1970-х років картина зберігалась в Тегеранському музеї сучасного мистецтва. Після ісламської революції ситуація з образотворчим мистецтвом в Ірані різко змінилася, картина не могла знаходитися в експозиції через суворі правила. Лише в 1994 році вона була продана і вивезена з країни.
В 2006 році картина була продана американським колекціонером Девідом Геффеном мільйонерові Стівену Коену за 137,5 мільйонів доларів. Станом на квітень 2015 року — це четверта серед найдорожчих картин світу.